# Корнелія Джейкобс
Анна Корнелія Якобсдоттер Самуельссон (швед. Anna Cornelia Jakobsdotter Samuelsson; нар. 9 березня 1992), відома як Корнелія Джейкобс — шведська співачка та авторка пісень. Переможниця Melodifestivalen 2022 та представниця Швеції на Пісенному конкурсі Євробачення 2022 в Турині, Італія з піснею «Hold Me Closer», де посіла 4 місце.

## Біографія
Народилася 9 березня 1992 року в Нацькій парафії у Швеції.
Її батьком є шведський рок-музикант й учасник гурту The Poodles — Якоб Самуель.
28 липня 2023 року співачка випустила пісню «Need You Now», в якій розповіла, що має РДУГ.

## Кар'єра
Корнелія Джейкобс вперше потрапила на професійну музичну сцену, коли пройшла прослуховування на шведське музичне реаліті Idol 2008. Джейкобс привернула увагу ЗМІ після того, як над нею знущалися судді.

### Love Generation

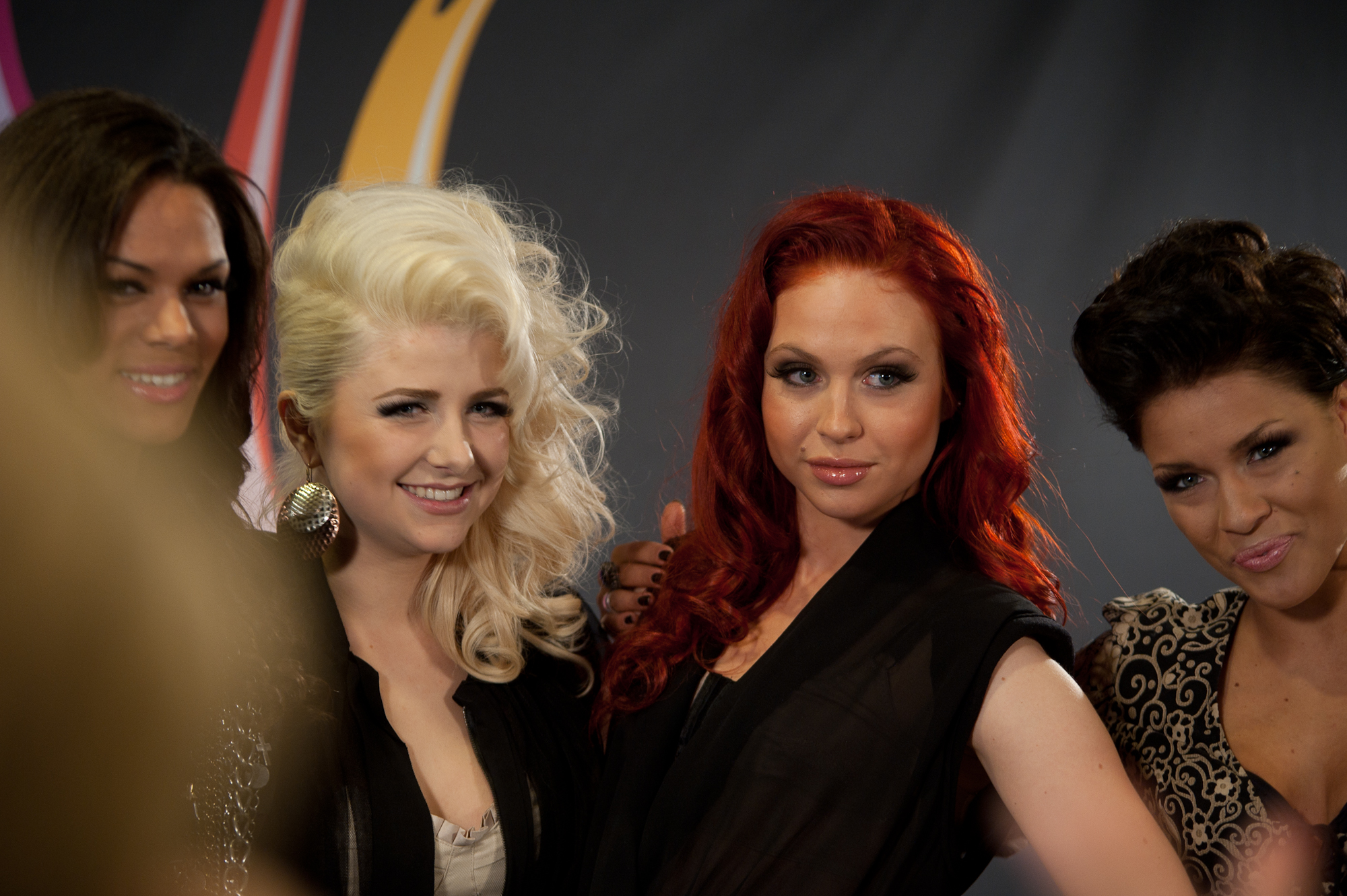
Love Generation у 2010 році

Співачка почала свою музичну кар'єру як учасниця дівочого гурту Love Generation, який брав участь у Melodifestivalen 2011 та 2012 років. У 2011 році гурт потрапив з півфіналу у другий шанс, де переміг у першому раунді, а у другому, за крок до фіналу, вибув. Пісня Love Generation 2011 року «Dance Alone» досяг 26-го місця у чартах Sverigetopplistan. Наступного року Love Generation не змогли пройти далі півфіналу Melodifestivalen 2012.

### Сольна діяльність
У 2020 році Корнелія Джейкобс написала й випустила пісню «Weight of the World», яка стала саундтреком до скандинавського серіалу HBO Björnstad.
У 2021 році вона брала участь у Melodifestivalen 2021 як авторка пісні «Best of Me» у виконанні Ефраїма Лео, який з півфіналу пройшов до другого шансу, звідки в підсумку вибув.

#### Melodifestivalen 2022 та Пісенний конкурс Євробачення
У 2022 році Джейкобс сольно та як виконавиця власної пісні була оголошена учасницею Melodifestivalen 2022 із синглом «Hold Me Closer». Співачка кваліфікувалася до фіналу конкурсу, де виграла, отримавши найбільшу кількість балів від міжнародного журі та друге за кількістю балів місце від шведської публіки.

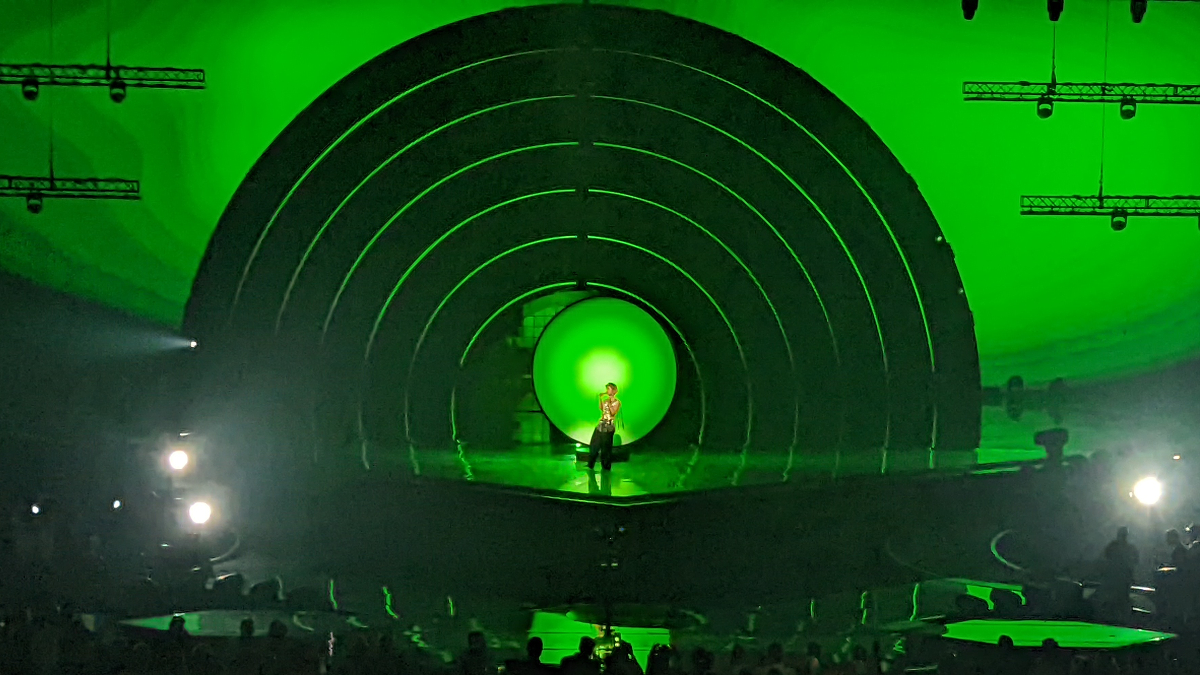
Джейкобс на сцені Євробачення 2022

Як переможниця Melodifestivalen, Джейкобс отримала право представляти Швецію на пісенному конкурсі Євробачення 2022 в Турині. Пісня змагалася у другому півфіналі 12 травня, де вийшла у фінал, посівши перше місце у півфіналі, отримавши найбільшу кількість балів як журі (222 бали), та 174 бали від публіки — однаково з учасницею з Сербії, тому країни розділили перше місце за балами від телеголосування. У фіналі Корнелія Джейкобс вважалася однією з фавориток на перемогу в конкурсі, а також була нагороджена композиторською премією імені Марселя Безансона за найкращу та найоригінальнішу композицію. Швеція отримала 258 балів від журі (2 місце) та 180 від глядачів (6 місце), які в сумі принесли Корнелії Джейкобс 438 балів та четверте місце в загальному заліку.

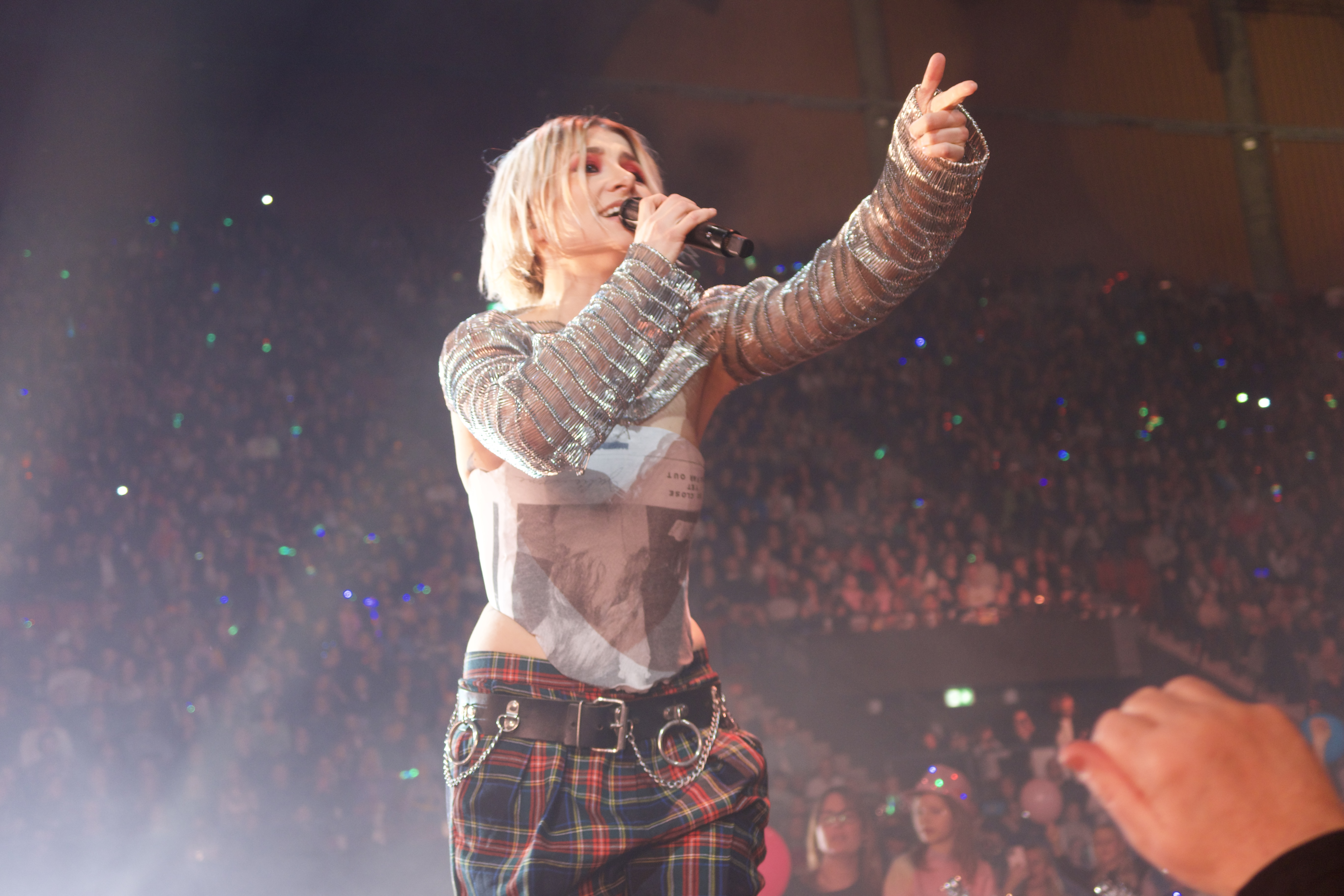
Корнелія Джейкобс як запрошена гостя на Melodifestivalen 2023

У 2023 році Джейкобс була однією з виконавиць під час інтервал-акту у фіналі Пісенного конкурсу Євробачення 2023, де вона виконала «I Turn to You» Melanie C у сегменті, який відзначав внесок міста-господаря конкурсу Ліверпуля в поп-музику. Окрім цього вона була запрошеною гостею на Melodifestivalen 2023, де виконала «Hold Me Closer» як минулорічна переможниця.

## Дискографія

### Сингли
| Назва                 | Рік  | Альбом        |
| --------------------- | ---- | ------------- |
| «Late Night Stories»  | 2018 | поза альбомом |
| «All the Gold»        | 2018 | поза альбомом |
| «You Love Me»         | 2018 | поза альбомом |
| «Animal Island»       | 2018 | поза альбомом |
| «Shy Love»            | 2018 | поза альбомом |
| «Locked Into You»     | 2018 | поза альбомом |
| «Hanging On»          | 2019 | поза альбомом |
| «Dream Away»          | 2020 | поза альбомом |
| «Weight of the World» | 2020 | поза альбомом |
| «Hold Me Closer»      | 2022 | поза альбомом |
| «Fine»                | 2022 | поза альбомом |